# 데어군

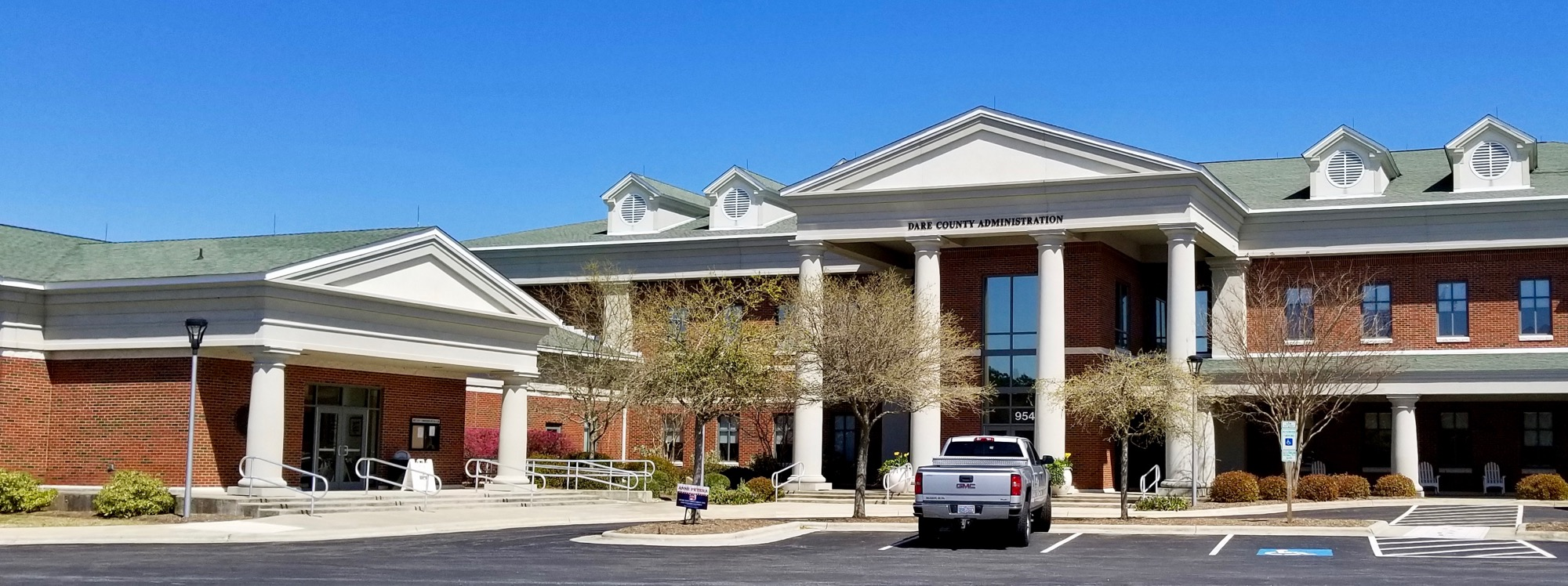

데어군 또는 데어 카운티(Dare County)는 미국 노스캐롤라이나주에 위치한 군이다. 2010년 기준으로 이 지역의 인구 수는 총 33,920명이다. 2018년 추산으로 이 지역의 총 인구 수는 36,501명이다. 최대 도시는 킬데블힐스다. 데어군에는 라이트 형제가 처음으로 비행에 성공한 키티호크가 있다.

## 인구
| 인구조사                                                      | 인구   | Note  | %±     |
| ------------------------------------------------------------- | ------ | ----- | ------ |
| 1870년                                                        | 2,778  |       | —      |
| 1880년                                                        | 3,243  |       | 16.7%  |
| 1890년                                                        | 3,768  |       | 16.2%  |
| 1900년                                                        | 4,757  |       | 26.2%  |
| 1910년                                                        | 4,841  |       | 1.8%   |
| 1920년                                                        | 5,115  |       | 5.7%   |
| 1930년                                                        | 5,202  |       | 1.7%   |
| 1940년                                                        | 6,401  |       | 23.0%  |
| 1950년                                                        | 5,405  |       | −15.6% |
| 1960년                                                        | 5,935  |       | 9.8%   |
| 1970년                                                        | 6,995  |       | 17.9%  |
| 1980년                                                        | 13,377 |       | 91.2%  |
| 1990년                                                        | 22,746 |       | 70.0%  |
| 2000년                                                        | 29,959 |       | 31.7%  |
| 2010년                                                        | 33,920 |       | 13.2%  |
| 2018 (추산)                                                   | 36,501 | [ 1 ] | 7.6%   |
| U.S. Decennial Census 1790-1960 1900-1990 1990-2000 2010-2013 |        |       |        |

## 같이 보기
- 노스캐롤라이나주의 군 목록
- 로어노크 식민지